# Mudvayne (album)
Mudvayne je peti i trenutačno posljednji studijski album američkog heavy metal-sastava Mudvayne. Diskografska kuća Epic Records objavila ga je 21. prosinca 2009. Nakon njegove objave sastav je odlučio privremeno obustaviti sve svoje aktivnosti i ponovno se okupio 11 godina poslije.
Pjesme na uratku snimljene su kad i pjesme na albumu The New Game. Dana 7. listopada 2009. singl „Beautiful and Strange” mogao se reproducirati na službenim stranicama skupine i njezinoj stranici na MySpaceu. Skupina nije otišla na popratnu turneju i nije podržala album. Prodaja je uratka bila niska u usporedbi s prijašnjim uradcima.

## Pozadina
Nakon što je skupina 2005. objavila album Lost and Found, njezini članovi Chad Gray i Greg Tribbett osnovali su heavy metal-sastav Hellyeah. Svoj istoimeni album objavili su 2007. Godine 2008. Mudvayne je objavio četvrti studijski album The New Game, prema kojemu su recenzenti uglavnom bili ravnodušni. Chad Gray izjavio je: „Stvarno volim biti član dviju skupina. Tako možete istražiti obje strane sebe. Mislim da svatko u sebi nosi i tu odvojenu polovicu koja postoji izvan njegova rada. Nekako sam uspio sagledati stvari i iz te perspektive.”
Produkciju albuma potpisuju David Fortman i Jeremy Parker.

## Glazbeni stil
Album žanrovski pripada nu metalu. U recenziji za AllMusic Phil Freeman izjavio je da je žešći od prethodnog albuma The New Game i da zvuči poput mješavine Linkin Parka i Toola.

## Popis pjesama
Tekstovi i glazba: Mudvayne. 
| 1.    | »Beautiful and Strange« | 5:05 |
| 2.    | »1000 Mile Journey«     | 5:56 |
| 3.    | »Scream with Me«        | 2:52 |
| 4.    | »Closer«                | 3:21 |
| 5.    | »Heard It All Before«   | 6:05 |
| 6.    | »I Can't Wait«          | 3:03 |
| 7.    | »Beyond the Pale«       | 4:47 |
| 8.    | »All Talk«              | 2:52 |
| 9.    | »Out to Pasture«        | 5:47 |
| 10.   | »Burn the Bridge«       | 3:36 |
| 11.   | »Dead Inside«           | 4:55 |
| 48:17 |                         |      |

## Recenzije
Uradak je dobio podijeljene kritike. Na sajtu Metacritic dobio je 53 boda od njih 100. 
U recenziji za Boston Globe Scott McLennan izjavio je: „Mudvayneov peti studijski album katkad zvuči nespretno.” Slična je stava bila i recenzija Los Angeles Times, u kojoj stoji da se „Mudvayne na novom istoimenom albumu uglavnom vratio onomu što čini najbolje (ili barem čini često)”.
Phil Freeman dao mu je dvije i pol zvjezdice od njih pet u recenziji za AllMusic i zaključio je: „Mudvayne će vas katkad iznenaditi; tako pjesma 'Closer' sadrži gitarski solo koji podsjeća na Slasha, a pjesmi 'I Can't Wait', koja podsjeća na Slipknot, prethodi death metal-uvod, no previše toga zvuči više-manje isto [...].”
U osvrtu za časopis Spin Mikael Wood napisao je: „Ovi su dečki nekoć mlatili kao prog-inačica Slipknota iz budućnosti (čiji je [član] Shawn Crahan izvršni producent [albuma] L.D. 50), ali danas njihove zlokobne rifove prate ublaženi pripjevi guznoga rocka.”
Album se pojavio na 54. mjestu ljestvice Billboard 200 nakon što je u prvih tjedan dana prodan u 34 000 primjeraka. Međutim, premda se idućeg tjedna popeo na 53. mjesto, prodaja je pala za 59 %; u drugom je tjednu prodano svega 14 000 primjeraka albuma.

## Zasluge
| Mudvayne - Chad Gray – vokal - Greg Tribbett – gitara - Ryan Martinie – bas-gitara - Matthew McDonough – bubnjevi | Ostalo osoblje - Dave Fortman – produkcija - Jeremy Parker – produkcija - Paul Booth – umjetnički direktor; dizajn |